# Wirtschaft der Schweiz
Die Wirtschaft der Schweiz gilt als eine der produktivsten und stabilsten Volkswirtschaften der Welt. Das Bruttoinlandsprodukt pro Kopf liegt weltweit auf dem 3. Platz. Die 9 Millionen Einwohner (Nummer 99 von 194 Ländern und Territorien) erwirtschaften das zwanziggrösste Bruttoinlandprodukt der Welt. In der Gesundheits- und Sozialbranche arbeitet die grösste Anzahl Beschäftigte. Professional Services, das Baugewerbe und die Automobilbranche bieten ebenfalls eine vergleichsweise hohe Anzahl Arbeitsplätze. In der verarbeitenden Industrie finden im Bereich «Datenverarbeitungsgeräte und Uhren» am meisten Menschen ihr Auskommen. Auch das Bildungswesen liegt in Bezug auf Anzahl Beschäftigte noch vor der Finanzbranche. Bezüglich Bruttowertschöpfung liegt das verarbeitende Gewerbe (Industrie) mit 18,7 % vor Handel und Reparatur mit 14,8 %. Die wichtigsten Branchen nach Gewichtung im Swiss Performance Index der Schweizer Börse sind der Gesundheitssektor mit 32 %, gefolgt von Konsumgütern mit 26 %, der Finanzbranche mit 21 % und Industriegütern mit 16 %.

## Geschichte
Die Schweizer Industrialisierung fand zuerst schwerpunktmässig im Kanton Zürich und Umgebung statt. Aus der anfänglich dominierenden Textilindustrie wuchs die Maschinenindustrie. Diese produzierte Textilmaschinen, Dampfmaschinen und Lokomotiven. Dazu entwickelte sich leicht später auch die chemische Industrie, vor allem am Rheinknie um Basel. Die Uhrenindustrie entwickelte sich vor allem entlang des Jurabogens. Mit ihrer Präzisionsarbeit behielt sie einen stark handwerklichen Charakter. Mechanische Uhrwerke produzierte man vorerst in vielen kleinen Heimwerkstätten und Kleinstfabriken.
Dank Innovationen gehörte die schweizerische Maschinenindustrie ab den 1860er-Jahren zu den international wichtigsten Produzenten. Nach dem Höhepunkt in den 1950er- und 1960er-Jahren lag der Weltmarktanteil selbst in den 1990er-Jahren immer noch bei 2–3 %. Handwerklichen Maschinenbau hatte es in der Schweiz seit dem 18. Jahrhundert gegeben. Um das Jahr 1800 wurden in Winterthur und St. Gallen die ersten mechanischen Spinnereien eingerichtet. Bezüglich Energiebeschaffung hatte die Schweiz aber aufgrund fehlender Kohlevorkommen ein Handicap. Auch weil vor dem Ausbau der Eisenbahn der Kohletransport teuer war. Es gab daher relativ wenig Dampfmaschinen in der Schweiz. Gezwungen, die Möglichkeiten zur Mechanisierung ohne Dampfantrieb auszuloten, fand die Schweiz in der Wasserkraft Mittel und Wege, um ihr Energie-Handicap wettzumachen. Das führte auch zur Pionierrolle der Schweiz bei der Elektrifizierung ihres Eisenbahnnetzes. Die Maschinenfabrik Oerlikon (MFO) realisierte zusammen mit der Allgemeinen Elektricitäts-Gesellschaft 1891 die erste Fernübertragung von Elektrizität. Die beiden MFO-Ingenieure Charles Brown und Walter Boveri gründeten im selben Jahr die Brown, Boveri & Cie., später ABB.
Der Turbinenbau begann in der ersten Hälfte des 19. Jahrhunderts. Escher Wyss produzierte ab 1835 Dampfschiffe für Flüsse und Seen. In der Zwischenkriegszeit wurde Sulzer zu einem der wichtigsten Lieferanten der Hochseeschifffahrt. Zu Beginn des 20. Jahrhunderts begann die Produktion von Schienenfahr-, Strassenfahr- und Flugzeugen. Der Einstieg in die Mikroelektronik verlief in der zweiten Hälfte des 20. Jahrhunderts hingegen zögernd.
Turbinenherstellung in der zweiten Hälfte des 19. Jahrhunderts
Die Turbinenherstellung für Kraftwerke war im 19. Jahrhundert einer der «Motoren» der Industrialisierung und Exportwirtschaft.
| Hersteller                                                              | Zeitraum  | Gesamtproduktion           | davon exportiert               |
| ----------------------------------------------------------------------- | --------- | -------------------------- | ------------------------------ |
| Escher Wyss AG, Zürich                                                  | 1844–1875 | 801 Turbinen               | 65,8 %                         |
| Benjamin Roy, Vevey                                                     | 1866–1875 | 226 Turbinen               | 45 % (Europa)                  |
| J. J. Rieter, Winterthur                                                | 1854–1883 | 350 Installationen         | 30 % (Russland, Norwegen)      |
| Socin & Wick, Basel                                                     | 1867–1883 | 320 Turbinen (95 % Girard) | 70 % der Girardturbinen        |
| Theodor Bell, Kriens                                                    | 1859–1883 | 200 Turbinen               | 50 % (davon 70 % nach Italien) |
| Maschinenwerkstätte Eisengiesserei M. Weniger, St. Georgen (St. Gallen) | 1856–1883 | 130 Turbinen               | 28 %                           |

## Wirtschaftsdaten

### Bruttoinlandsprodukt
Das Bruttoinlandsprodukt der Schweiz betrug 2012 rund 592 Milliarden Schweizer Franken, was rund 74'010 Franken pro Kopf entspricht (pro Kopf auch der nicht-erwerbstätigen Bevölkerung). Im Vergleich mit dem BIP der EU ausgedrückt in Kaufkraftstandards erreichte die Schweiz 2015 einen Indexwert von 162 (EU-28:100) und damit etwa 130 % des deutschen Wertes.

### Arbeitsmarkt
Die Schweiz hat einen liberalen Arbeitsmarkt. Insbesondere ist der Kündigungsschutz nicht so ausgebaut wie in anderen europäischen Ländern. Das erlaubt es den Firmen, flexibel auf die Konjunktur zu reagieren.
Im Zuge der globalen Abschwächung der Wirtschaft stieg die Arbeitslosigkeit in der Schweiz zu Beginn des 3. Jahrtausends vom Tiefpunkt 1,6 % im Jahr 2001 bis auf den Höhepunkt der Arbeitslosenquote von 3,9 % im Jahr 2004. Danach zog die Wirtschaft jedoch wieder an und die Arbeitslosenquote begann wieder zu sinken.
Durchschnittlich waren im Jahr 2007 in der Schweiz 109'189 Personen als arbeitslos gemeldet, das entspricht einer Arbeitslosenquote von 2,8 %. In der Deutschschweiz betrug sie 2,2 %, während sie in der Westschweiz und dem Tessin bei 4,2 % lag.

### Kennzahlen
Verschiedene makroökonomische Indikatoren der Schweizer Wirtschaft von 1980 bis 2024. Alle Werte zum Bruttoinlandsprodukt (BIP) sind in Franken angegeben. Inflation unter zwei Prozent ist mit einem grünen Pfeil markiert.
| Jahr | BIP (in Mrd. Franken) | BIP pro Kopf (in Franken) | BIP Wachstum (real) | Inflationsrate (in Prozent) | Arbeitslosenquote (in Prozent) | Staatsverschuldung (in % des BIP) |
| ---- | --------------------- | ------------------------- | ------------------- | --------------------------- | ------------------------------ | --------------------------------- |
| 1980 | 205,2                 | 32'553                    | ▲5,1 %              | ▲4,0 %                      | 0,2 %                          | k. A.                             |
| 1981 | ▲220,2                | ▲34'767                   | ▲1,6 %              | ▲6,5 %                      | ▬0,2 %                         | k. A.                             |
| 1982 | ▲233,3                | ▲36'601                   | ▼−1,3 %             | ▲5,7 %                      | ▲0,4 %                         | k. A.                             |
| 1983 | ▲240,4                | ▲37'502                   | ▲0,6 %              | ▲3,0 %                      | ▲0,9 %                         | k. A.                             |
| 1984 | ▲257,1                | ▲39'990                   | ▲3,1 %              | ▲2,9 %                      | ▲1,1 %                         | k. A.                             |
| 1985 | ▲272,7                | ▲42'233                   | ▲3,7 %              | ▲3,4 %                      | ▼1,0 %                         | k. A.                             |
| 1986 | ▲286,2                | ▲44'127                   | ▲1,8 %              | ▲0,7 %                      | ▼0,8 %                         | k. A.                             |
| 1987 | ▲296,9                | ▲45'512                   | ▲1,5 %              | ▲1,4 %                      | ▬0,8 %                         | k. A.                             |
| 1988 | ▲315,1                | ▲47'988                   | ▲3,3 %              | ▲1,9 %                      | ▼0,7 %                         | k. A.                             |
| 1989 | ▲340,5                | ▲51'434                   | ▲4,4 %              | ▲3,2 %                      | ▼0,6 %                         | k. A.                             |
| 1990 | ▲369,4                | ▲55'348                   | ▲3,7 %              | ▲5,4 %                      | ▼0,5 %                         | 33,3 %                            |
| 1991 | ▲385,7                | ▲57'089                   | ▼−0,9 %             | ▲5,9 %                      | ▲1,1 %                         | ▲35,1 %                           |
| 1992 | ▲393,4                | ▲57'491                   | ▼−0,1 %             | ▲4,0 %                      | ▲2,5 %                         | ▲39,5 %                           |
| 1993 | ▲401,9                | ▲58'182                   | ▼−0,1 %             | ▲3,3 %                      | ▲4,5 %                         | ▲44,4 %                           |
| 1994 | ▲412,0                | ▲59'121                   | ▲1,3 %              | ▲0,9 %                      | ▲4,7 %                         | ▲47,1 %                           |
| 1995 | ▲417,4                | ▲59'464                   | ▲0,6 %              | ▲1,8 %                      | ▼4,2 %                         | ▲50,0 %                           |
| 1996 | ▲420,5                | ▼59'541                   | ▲0,5 %              | ▲0,8 %                      | ▲4,7 %                         | ▲51,3 %                           |
| 1997 | ▲427,8                | ▲60'408                   | ▲2,2 %              | ▲0,5 %                      | ▲5,2 %                         | ▲53,7 %                           |
| 1998 | ▲439,5                | ▲61'936                   | ▲2,9 %              | ▲0,0 %                      | ▼3,9 %                         | ▲56,0 %                           |
| 1999 | ▲446,9                | ▲62'738                   | ▲1,7 %              | ▲0,8 %                      | ▼2,7 %                         | ▼52,7 %                           |
| 2000 | ▲471,5                | ▲65'815                   | ▲4,1 %              | ▲1,6 %                      | ▼1,8 %                         | ▼52,2 %                           |
| 2001 | ▲483,9                | ▲67'221                   | ▲1,6 %              | ▲1,0 %                      | ▼1,7 %                         | ▼51,1 %                           |
| 2002 | ▼482,4                | ▼66'485                   | ▼−0,1 %             | ▲0,6 %                      | ▲2,5 %                         | ▲57,7 %                           |
| 2003 | ▲487,7                | ▲66'676                   | ▼−0,1 %             | ▲0,6 %                      | ▲3,7 %                         | ▼56,9 %                           |
| 2004 | ▲501,6                | ▲68'122                   | ▲2,6 %              | ▲0,8 %                      | ▲3,9 %                         | ▲57,8 %                           |
| 2005 | ▲520,5                | ▲70'202                   | ▲2,8 %              | ▲1,2 %                      | ▼3,8 %                         | ▼54,9 %                           |
| 2006 | ▲553,8                | ▲74'243                   | ▲4,2 %              | ▲1,1 %                      | ▼3,3 %                         | ▼48,5 %                           |
| 2007 | ▲589,2                | ▲78'462                   | ▲3,9 %              | ▲0,7 %                      | ▼2,8 %                         | ▼44,8 %                           |
| 2008 | ▲614,0                | ▲80'868                   | ▲2,7 %              | ▲2,4 %                      | ▼2,6 %                         | ▬44,8 %                           |
| 2009 | ▼602,5                | ▼78'223                   | ▼−2,3 %             | ▼−0,5 %                     | ▲3,7 %                         | ▼43,1 %                           |
| 2010 | ▲623,9                | ▲80'127                   | ▲3,2 %              | ▲0,7 %                      | ▼3,5 %                         | ▼41,5 %                           |
| 2011 | ▲635,5                | ▲80'756                   | ▲1,9 %              | ▲0,2 %                      | ▼2,8 %                         | ▲41,9 %                           |
| 2012 | ▲643,6                | ▲80'904                   | ▲1,2 %              | ▼−0,7 %                     | ▲2,9 %                         | ▲42,6 %                           |
| 2013 | ▲654,8                | ▲81'450                   | ▲1,8 %              | ▼−0,2 %                     | ▲3,2 %                         | ▼42,0 %                           |
| 2014 | ▲665,7                | ▲81'785                   | ▲2,3 %              | ▲0,0 %                      | ▼3,0 %                         | ▲42,1 %                           |
| 2015 | ▲667,8                | ▼81'061                   | ▲1,6 %              | ▼−1,1 %                     | ▲3,2 %                         | ▲42,2 %                           |
| 2016 | ▲677,5                | ▲81'365                   | ▲2,1 %              | ▼−0,4 %                     | ▲3,3 %                         | ▼40,9 %                           |
| 2017 | ▲684,7                | ▼81'312                   | ▲1,4 %              | ▲0,5 %                      | ▼3,1 %                         | ▼41,8 %                           |
| 2018 | ▲709,7                | ▲83'835                   | ▲2,9 %              | ▲0,9 %                      | ▼2,5 %                         | ▼39,8 %                           |
| 2019 | ▲717,3                | ▲84'203                   | ▲1,2 %              | ▲0,4 %                      | ▼2,3 %                         | ▼39,6 %                           |
| 2020 | ▼696,1                | ▼81'692                   | ▼−2,3 %             | ▼−0,7 %                     | ▲3,2 %                         | ▲43,3 %                           |
| 2021 | ▲744,5                | ▲85'605                   | ▲5,6 %              | ▲0,6 %                      | ▼3,0 %                         | ▼41,0 %                           |
| 2022 | ▲791,0                | ▲87'578                   | ▲3,1 %              | ▲2,8 %                      | ▼2,2 %                         | ▼37,2 %                           |
| 2023 | ▲804,0                | ▼87'469                   | ▲0,7 %              | ▲2,1 %                      | ▼2,0 %                         | ▼33,3 %                           |
| 2024 | ▲825,0                | ▲87'982                   | ▲1,3 %              | ▲1,3 %                      | ▲2,4 %                         | ▼31,9 %                           |

## Sektoren

### Landwirtschaft und Rohstoffe
Im hochindustrialisierten Dienstleistungsstaat Schweiz arbeiten heute weniger als vier Prozent der Bevölkerung in der Landwirtschaft. Trotzdem wird dieser Wirtschaftszweig vom Bund mit beträchtlichen Mitteln unterstützt (Subventionen).
Die landwirtschaftliche Produktion ist regional sehr unterschiedlich. In den Voralpen, Alpen und im Jura dominiert Viehzucht und Milchwirtschaft, im Mittelland Getreide-, Kartoffel- und Rübenanbau, in der Ostschweiz und im Wallis Obst. In verschiedenen Gebieten wird Weinbau betrieben. Exportiert wird in erster Linie Hartkäse (Emmentaler, Greyerzer (Gruyère), und Sbrinz).
In der Schweiz dominiert in der Landwirtschaft die integrierte Produktion. Der Anteil der biologisch bewirtschafteten Landwirtschaftsfläche betrug 2011 10,8 %. 2005 erreichte der Anteil biologisch produzierender Betriebe mit 6320 sogenannten Knospe-Betrieben seinen bisherigen Höhepunkt, danach nahm dieser Anteil wieder ab und zwar sogar stärker, als der allgemeine Strukturwandel. Seit 2011 hat dieser Trend gedreht und die Anzahl an Bio-Landwirtschaftsbetrieben wächst wieder, zuletzt auf 5731 im Jahr 2012. Es gibt keinen Anbau von gentechnisch veränderten Pflanzensorten, ausser zu Forschungszwecken.
Die Schweiz ist rohstoffarm. Abgebaut werden Kies, Kalkstein (Jura), Ton, Granit (Graubünden, Tessin) und Salz (Rheinfelden, Bex). Kohle, Uran und Erdöl sind bisher nur in Spuren gefunden worden. Mehrere Minen, die in der Vergangenheit Eisenerz (Sargans, Fricktal, Stechelberg), Asphalt (La Presta, Travers), Kupfer (Zinal) oder Gold (Gondo) lieferten, wurden mittlerweile geschlossen.
Ein wichtiger Rohstoff der Schweiz ist die Wasserkraft, die mit Speicherkraftwerken und Laufkraftwerken zwei Drittel des Schweizer Elektrizitätsbedarfs deckt.
Siehe auch: Liste der Speicherseen in der Schweiz.

### Gewerbe und Industrie
- traditionell: Uhren-Industrie, Präzisionsinstrumente, Maschinenbau, Apparate, Chemie/Pharma, Nahrungsmittel
- zunehmend: Pharmazeutik, Medizintechnik

Der grösste Teil des Bruttoinlandsproduktes wird im sekundären und tertiären Sektor erwirtschaftet. Der sekundäre Sektor (Industrie) hat beschäftigungsmässig stark an Bedeutung verloren, dennoch arbeiten rund 24 % der Beschäftigten in der Industrie.
Im sekundären Sektor dominieren die Uhrenindustrie (v. a. Swatch Group, IWC) und der Maschinenbau (z. B. ABB, Sulzer). Bekannt ist die Schweiz zudem für die Herstellung von Präzisionsinstrumenten, Apparaten sowie für die Pharmaindustrie (Novartis, Roche), die Chemie (Clariant), die Nahrungsmittel-Herstellung (Nestlé) und die Medizintechnik.

### Energie
Einer der wenigen Rohstoffe, die die Schweiz besitzt, ist das Wasser zur Stromerzeugung; das Land gilt als „Wasserschloss Kontinentaleuropas“. Dennoch trug die Stromproduktion mit Hilfe von Laufkraftwerken (entlang der Flüsse) und Pumpspeicher-Kraftwerken (Nutzung von Gebirgs-Stauseen) 2015 nur etwa 15 % zum End-Energieverbrauch des Landes bei. Der mit Abstand grösste Verbrauchs-Anteil entfällt mit 51 % auf Erdölprodukte (16 % Brenn- und 35 % Treibstoffe). Gas trägt zu rund 14 % bei, Strom aus fünf Kernkraftwerks-Blöcken zu rund 10 %. Die Anstrengungen zur Verringerung der fossilen Energieträger und damit der Kohlendioxid-Belastung der Erdatmosphäre (gemäss Übereinkommen von Paris) hinken in der Schweiz noch immer deutlich hinter den gesteckten Reduktions-Zielen her (vgl. vor allem auch die Energieeffizienz); Sonnen- und Windenergie tragen zusammen mit rund 3 Prozent zur Deckung des Energiebedarfs bei.

### Dienstleistungen
Der tertiäre Sektor hat eine immer grössere Bedeutung: 73 % der Erwerbstätigen arbeiteten 2003 im Dienstleistungssektor (15,1 % im Handel, 5,7 % in Hotels und Restaurants, 5,1 % in Banken und Versicherungen).
Die zu den grössten Banken der Welt gehörende UBS hat ihren Sitz in der Schweiz. Die SwissRe gehört zu den weltgrössten Rückversicherern.
Die vier umsatzstärksten Schweizer Firmen sind jene, die mit ausländischem Rohstoffen auf dem Weltmarkt handeln. Dieser dienstleistungsbezogene Rohstoffhandel trug vor den Sanktionen, die im Zuge des Krieges in der Ukraine gegen Russland im Jahr 2022 eingeführt wurden, deutlich mehr zur Schweizer Wirtschaftsleistung bei, als der Tourismus.
Seit fast 200 Jahren ist der Fremdenverkehr, begünstigt durch die Alpen und die Seen, ein beachtlicher Wirtschaftszweig in der Schweiz, jedoch tendenziell abnehmend. Im Jahr 2012 betrug der Anteil am Bruttoinlandprodukt (BIP) noch 2,6 % und beschäftigte 4,4 % der arbeitenden Personen.

## Das Geld- und Finanzsystem
Das Schweizer Finanzsystem besteht im Wesentlichen aus Banken, Versicherungen und Anwälten, die als Finanzintermediäre tätig sind. Der Anteil an der gesamten Wirtschaftsleistung (Bruttoinlandsprodukt BIP) der Banken und Versicherungen beträgt in der Schweiz 10,5 %. Dieser Anteil beträgt zum Vergleich in Deutschland 3,6 % und in Grossbritannien 6,8 %.
Das hochentwickelte Bankensystem spielt international eine zur Wirtschaftsgrösse des Landes überproportionale Rolle. Günstige Zinsen des Schweizer Frankens, die lange Geschichte der sozialen, politischen und wirtschaftlichen Stabilität, der weitgehende Verzicht auf Beschränkungen des Handels- und Kapitalverkehrs, und das traditionelle Verständnis der Diskretion in finanziellen Belangen haben günstige Voraussetzungen zur Entwicklung des Bankensektors geschaffen. Die UBS AG ist die grösste Bank der Schweiz und war 2023 auf Rang 20 der Liste der größten Banken der Welt. Die Bilanzsumme 2022 betrug 1'104 Mrd. Franken, 2023, nach Übernahme der Credit Suisse, 1'717 Mrd. Franken. Die Credit Suisse war bis zu ihrer Notübernahme durch die UBS am 12. Juni 2023 die zweitgrösste Bank der Schweiz. International bekannte Versicherungsgesellschaften sind z. B. die Swiss Re und die Zurich Insurance Group.
In der Schweiz gibt es über 9'000 Rechtsanwälte. Diese Berufsgruppe gilt als politisch besonders einflussreich. Viele von ihnen arbeiten als Finanzintermediäre, zum Beispiel gründen und verwalten sie Offshore-Firmen in Steueroasen. Diese dienen oft der Steuervermeidung bzw. der Verwaltung von Schwarzgeld.
Der Präsident des Schweizerischen Anwaltsverbandes sagte 2013:
… für Anwälte, die systematisch steuerverkürzende Offshore-Konstruktionen für Ausländer errichtet haben, besteht ein erhebliches Risiko, und es findet deshalb derzeit ein ähnlicher Paradigmenwechsel statt wie bei den Bankern. Unversteuertes Geld zu verwalten, ist kein Geschäftsmodell mehr.

### Kapitalmarkt
Das Land führt mehrere Wertpapierbörsen und Handelsplätze, wovon die SIX Swiss Exchange die größte und bekannteste ist. Sie gibt auch den Leitindex der Volkswirtschaft heraus, den Swiss Market Index. Darüber hinaus gibt es weitere Indizes für verschiedene Sektoren und Segmente, wie den Swiss Leader Index, SMI MID, Swiss Performance Index, SPI Extra und den SXI Real Estate Broad Index.

## Die grössten Unternehmen

### Die grössten Unternehmen nach Umsatz 2018 (ohne Handel, Banken und Versicherungen)
Die folgende Liste zeigt die 20 grössten Unternehmen der Schweiz nach Umsatz im Jahr 2018. Dies ist ein Auszug der Liste der grössten Unternehmen in der Schweiz. Handel, Banken und Versicherungen folgen in einer eigenen Liste nach Umsatz 2018, nach Bilanzsumme 2008 bzw. nach Prämieneinnahmen 2008.
| Rang | Unternehmen                    | Sitz         | Kanton | Branche                       | Umsatz in Mio. Schweizer Franken | Umsatz in Mio. Euro |
| ---- | ------------------------------ | ------------ | ------ | ----------------------------- | -------------------------------- | ------------------- |
| 1    | Nestlé                         | Vevey        | VD     | Nahrungsmittel                | 89'791                           | 96.581              |
| 2    | Roche Holding                  | Basel        | BS     | Chemie/Pharma                 | 53'299                           | 57.329              |
| 3    | Novartis                       | Basel        | BS     | Chemie/Pharma                 | 48'353                           | 52.009              |
| 4    | ABB                            | Zürich       | ZH     | Maschinenindustrie            | 33'784                           | 36.339              |
| 5    | LafargeHolcim                  | Jona         | SG     | Bauzulieferer/Bauelemente     | 26'129                           | 28.105              |
| 6    | Mediterranean Shipping Company | Genf         | GE     | Logistik/Spedition            | 26'000                           | 27.966              |
| 7    | Adecco                         | Glattbrugg   | ZH     | Temporärarbeit                | 23'660                           | 25.449              |
| 8    | Kühne + Nagel International    | Schindellegi | SZ     | Logistik/Spedition            | 22'220                           | 23.900              |
| 9    | Ineos Holdings                 | Rolle        | VD     | Chemie/Pharma                 | 16'900                           | 18.178              |
| 10   | Tetra Pak International        | Pully        | VD     | Papier-/Kartonindustrie       | 12'778                           | 13.744              |
| 11   | Syngenta                       | Basel        | BS     | Chemie/Pharma                 | 12'649                           | 13.605              |
| 12   | Richemont                      | Bellevue     | GE     | Mischkonzern                  | 12'199                           | 13.121              |
| 13   | Swisscom                       | Worblaufen   | BE     | Telecom                       | 11'662                           | 12.544              |
| 14   | Liebherr International         | Bulle        | FR     | Maschinenindustrie            | 10'939                           | 11.766              |
| 15   | Schindler Holding              | Hergiswil NW | NW     | Maschinenindustrie            | 10'179                           | 10.949              |
| 16   | SBB                            | Bern         | BE     | Bahnen/Öffentlicher Verkehr   | 9'442                            | 10.156              |
| 17   | The Swatch Group               | Neuenburg    | NE     | Uhrenindustrie                | 7'960                            | 8.562               |
| 18   | Die Schweizerische Post        | Bern         | BE     | Dienstleistungen              | 7'930                            | 8.530               |
| 19   | Alpiq Holding                  | Lausanne     | VD     | Energieversorgung/-verteilung | 7'163                            | 7.705               |
| 20   | Ceva Logistics                 | Baar         | ZG     | Logistik/Spedition            | 6'886                            | 7.407               |

### Die grössten Handelsunternehmen nach Umsatz 2018
| Rang | Unternehmen             | Sitz          | Kanton | Branche                   | Umsatz in Mio. Schweizer Franken | Umsatz in Mio. Euro |
| ---- | ----------------------- | ------------- | ------ | ------------------------- | -------------------------------- | ------------------- |
| 1    | Glencore International  | Baar          | ZG     | Welthandel/Rohstoffhandel | 217'597                          | 234.051             |
| 2    | Vitol                   | Genf          | GE     | Mineralölhandel           | 178'213                          | 191.689             |
| 3    | Trafigura               | Luzern        | LU     | Welthandel/Rohstoffhandel | 136'421                          | 146.737             |
| 4    | Cargill International   | Genf          | GE     | Welthandel/Rohstoffhandel | 108'010                          | 116.177             |
| 5    | Mercuria Energy Trading | Genf          | GE     | Welthandel/Rohstoffhandel | 102'398                          | 110.141             |
| 6    | Gunvor                  | Genf          | GE     | Mineralölhandel           | 62'030                           | 66.720              |
| 7    | BHP Billiton Group      | Baar          | ZG     | Welthandel/Rohstoffhandel | 37'695                           | 40.545              |
| 8    | Coop-Gruppe             | Basel         | BS     | Mischkonzern              | 29'207                           | 31.416              |
| 9    | Migros                  | Zürich        | ZH     | Mischkonzern              | 28'071                           | 30.194              |
| 10   | Intersport              | Muri bei Bern | BE     | Sportartikel/-bekleidung  | 12'500                           | 13.445              |

### Die grössten Banken nach Bilanzsumme 2015
(sämtliche Zahlen konsolidiert auf Konzernebene, inklusive Tochtergesellschaften)
| Rang | Name                      | Hauptsitz        | Bilanzsumme (Mrd. CHF) | verwaltete Vermögen (Mrd. CHF) | Eigenkapital (Mrd. CHF) | Reingewinn (Mio. CHF) | Mitarbeiter (VZÄ) | Quelle        |
| 1.   | UBS                       | Zürich und Basel | 942,819                | 2689                           | 55,313                  | 6203                  | 60'099            | (PDF; 7,5 MB) |
| 2.   | Credit Suisse             | Zürich           | 820,805                | 1214                           | 44,382                  | 2944                  | 48'200            |               |
| 3.   | Raiffeisen Schweiz        | St. Gallen       | 205,748                | 209                            | 13,318                  | 808                   | 9'286             |               |
| 4.   | Zürcher Kantonalbank      | Zürich           | 154,410                | 258                            | 10,429                  | 722                   | 5'179             |               |
| 5.   | PostFinance               | Bern             | 114,468                | 115                            | 4,803                   | 575                   | 3'654             |               |
| 6.   | Julius Bär                | Zürich           | 84,116                 | 300                            | 4,942                   | 123                   | 5'364             |               |
| 7.   | Banque Cantonale Vaudoise | Lausanne         | 43,418                 | 88                             | 3,397                   | 336                   | 1'947             | (PDF; 6,5 MB) |
| 8.   | Migros Bank               | Zürich           | 42,232                 | 33                             | 3,350                   | 226                   | 1'334             | (PDF; 349 KB) |
| 9.   | Luzerner Kantonalbank     | Luzern           | 33,272                 | 27                             | 2,488                   | 180                   | 943               |               |
| 10.  | St.Galler Kantonalbank    | St. Gallen       | 31,189                 | 36                             | 2,075                   | 133                   | 1'065             |               |

### Die grössten Versicherungen nach Bruttoprämieneinnahmen 2016
(sämtliche Zahlen konsolidiert auf Konzernebene, inklusive Tochtergesellschaften)
| Rang | Name                     | Hauptsitz  | Bruttoprämien- einnahmen (Mrd. CHF) | Kapitalanlagen (Mrd. CHF) | Reingewinn (Mio. CHF) | Mitarbeiter | Quelle | Haupttätigkeit                 |
| 1.   | Zurich Insurance Group 1 | Zürich     | 53,482                              | 189,808                   | 3211                  | 54000       |        | Personen- und Sachversicherung |
| 2.   | Swiss Re                 | Zürich     | 33,231                              | 130,5                     | 3558                  | 14053       |        | Rückversicherung               |
| 3.   | Swiss Life               | Zürich     | 17,366                              | n/a                       | 926                   | 7801        |        | Personen- und Sachversicherung |
| 4.   | Helvetia                 | St. Gallen | 8,403                               | 49,579                    | 492                   | 6481        |        | Personen- und Sachversicherung |
| 5.   | AXA Winterthur           | Winterthur | 7,993                               | 76,398                    | 300                   | n/a         |        | Personen- und Sachversicherung |
| 6.   | Bâloise                  | Basel      | 6,711                               | 62,892                    | 534                   | 7270        |        | Personen- und Sachversicherung |
| 7.   | Helsana                  | Dübendorf  | 6,370                               | 6,035                     | 98                    | 3149        |        | Krankenversicherung            |
| 8.   | CSS                      | Luzern     | 5,855                               | 3,834                     | 98                    | 2417        |        | Krankenversicherung            |
| 9.   | Groupe Mutuel            | Martigny   | 4,477                               | 2,758                     | −1,3                  | 2122        |        | Krankenversicherung            |
| 10.  | SUVA 2                   | Luzern     | 4,240                               | 39,957                    | 27                    | 4191        |        | Unfallversicherung             |

1 Zahlen bei Zurich Financial Services in US-Dollar (Bilanzwährung)
2 Zahlen bei SUVA, Allianz Suisse und Assura von 2015

## Wettbewerbsfähigkeit im internationalen Vergleich
Zur internationalen Wettbewerbsfähigkeit der Schweiz:
- Das World Competitiveness Yearbook 2012 schrieb unter anderem: 1. Hong Kong, 2. USA, 3. Schweiz, 4. Singapur, 5. Schweden, 6. Kanada, 9. Deutschland, 21. Österreich (von 59 Ländern).[43]
- Der Growth Competitiveness Index 2011/12 schrieb unter anderem: 1. Schweiz, 2. Singapur, 3. Schweden, 4. Finnland, 5. USA, 6. Deutschland, 7. Niederlande, 8. Dänemark, 19. Österreich, 78. Liechtenstein (von 142 Ländern).[44]

Der Exportüberschuss der Schweiz mit den USA nahm seit etwa 2004 fast stetig zu (2005: 9 Mrd. CHF, 2014 15 Mrd. CHF, 2019: 28 Mrd. CHF, 2024 39 Mrd. CHF). Die Importe verdoppelten sich nominell (von 7 auf 14 Mrd. CHF); die Exporte wuchsen nominell um den Faktor 3,3. Allerdings importiert die Schweiz seit vielen Jahren mehr Dienstleistungen (2023: 21,2 Mrd. CHF) als sie exportiert. Am 1. August 2025 wurde bekannt, dass die Schweiz von den USA neu mit einem Zollsatz von 39 % belegt wurde, die ab dem 7. August 2025 gelten sollen.